# Tássia Camargo
Tássia Camargo, nome d'arte di Maria Aparecida Pereira Anastasio (Guarulhos, 29 gennaio 1961), è un'attrice e conduttrice televisiva brasiliana.

## Biografia
Ha iniziato la carriera artistica come attrice teatrale alla fine degli anni 70.
È diventata molto popolare grazie a due telenovelas di successo trasmesse anche in Italia: Adolescenza inquieta (la prima in assoluto in cui l'attrice è apparsa, figurando oltretutto tra i protagonisti) e Mamma Vittoria (dove ha dato volto a Venina "Nina", il personaggio cui era abbinato come tema musicale Menina Venino, il brano più fortunato di Ritchie).
Sempre negli anni 80 ha esordito sul grande schermo e iniziato a presentare programmi televisivi; è stata tra l'altro la prima conduttrice di Video Show. Inoltre tra il 1982 e il 1989 ha posato nuda per tre volte su Playboy.
L'attrice ha lavorato per diverse emittenti televisive, soprattutto Bandeirantes, Rede Globo e Rede Record. Per quest'ultimo netowrk ha recitato tra l'altro nella telenovela Vidas Opostas, ottenendo per il ruolo svolto grandi consensi e l'assegnazione del prestigioso Trofeu Imprensa. Ha dovuto però lasciare la Record dopo una furiosa lite con la collega Jussara Freire. Ha fatto quindi ritorno sulle scene teatrali.
Antifascista convinta, nel 2017 si è tesserata per il PT. Tuttavia nello stesso anno si è trasferita in Portogallo, Paese in cui ha ripreso la carriera di attrice
Nel 2019 ha superato un infarto.

## Vita privata
È stata per diversi anni moglie del musicista Marinho Boffa, con cui ha generato due maschi e una femmina, morta a due anni per complicazioni della rosolia; l'attrice, che ha divorziato dopo il gravissimo lutto, si è poi impegnata in campagne di sensibilizzazione sulla pericolosità della malattia.